# Paul Würtz

Paul Würtz (1612–1676)

Paul Würtz (auch: Würz oder Wirtz) (* 30. Oktober 1612 in Husum; † 23. März 1676 in Hamburg) war ein deutscher Offizier und Diplomat, der in kaiserlichen, schwedischen, dänischen und niederländischen Diensten stand.

## Leben
Würtz war der Sohn des Viehhändlers Klaus Wirtz und seiner Frau Margarete Busch. Seine Schulbildung erhielt Würtz auf der Jesuitenschule in Wien. Nach einigen Reisen durch Europa ging er 1628 während des Dreißigjährigen Krieges zunächst in kaiserliche, dann in schwedische Dienste. Dort wurde er Vertrauter des Pfalzgrafen Karl Gustav, dem späteren schwedischen König.
Nach Beendigung des Krieges verhandelte Würtz in England über Neutralitätsverträge. 1654 wurde er zum Generalmajor und Kommandanten von Stade ernannt. Der König sandte den General dann zusammen mit dem General von der Linde, um (erfolgreich) um die Hand der Prinzessin Hedwig Eleonora von Schleswig-Holstein-Gottorf zu werben.
1655 zog er mit dem König in den Zweiten Nordischen Krieg gegen den polnischen König Johann II. Kasimir. Nachdem die Schweden am 9. Oktober 1655 Krakau erobern konnten, wurde er dort Kommandant. Er musste sich in weiterer Folge der Belagerung durch General Graf Melchior von Hatzfeldt erwehren. Am 24. August 1657 musste er kapitulieren, bekam aber freien Abzug. Mit 2849 Mann und allen Waffen und Munition zog er sich nach Stettin zurück. Dafür wurde er zum Freiherren von Örneholm in Finnland ernannt. Zudem wurde er zum Generallieutenant und Gouverneur von Stettin ernannt.
Als Stettin vom 29. September bis zum 14. November 1659 von General de Souches belagert wurde, konnte er die Stellung halten. Im folgenden Jahr starb der König. Würtz wurde nicht – wie von ihm erwartet – zum Generalfeldmarschall befördert, war jedoch noch bis 1661 Vizegouverneur von Pommern. Er ging daraufhin nach Hamburg. 1664 soll er schwedischer Botschafter am Hof des Kurfürsten Friedrich Wilhelm in Berlin gewesen sein. 1665 wurde er dänischer Feldmarschall. 1668 holten ihn die Generalstaaten an die Spitze ihrer Armee. Bis zum Krieg von 1672 versuchte er, die dortige Armee aufzubauen, nahm jedoch nach Unstimmigkeiten mit der Regierung 1674 seinen Abschied. Er setzte sich in Hamburg zur Ruhe und lehnte die Einladung der Schweden ab, ihn zum Generalgouverneur von Bremen-Verden zu machen. Am 23. März 1676 starb er in Hamburg.

## Erbe
Paul Würtz war nicht verheiratet, hatte aber mit seiner aus Amsterdam stammenden Haushälterin Johanna van der Plancken eine uneheliche Tochter. Er setzte Johanna zur Universalerbin ein. Nach seinem Tod wurde das Testament jedoch von Verwandten des Generals angefochten und es kam zu einem langjährigen erbitterten Rechtsstreit um das Erbe. Die Stadt Amsterdam verlangte von der Stadt Hamburg die Auslieferung des dort vorläufig beschlagnahmten Vermögens, das auch nach Amsterdam überstellt wurde, ebenso wie der Leichnam des Feldmarschalls, der am 24. Oktober 1679 in der Oude Kerk in Amsterdam beigesetzt wurde. Die Erbmasse wurde vorläufig  namens der Amsterdamer Waisenkammer bei der Amsterdamer Bank angelegt. Es kam schließlich zu einem Vergleich der Nachkommen Johannas mit den Würtz-Verwandten; jedoch hielt sich hartnäckig das Gerücht, dass nicht das gesamte Erbe verteilt worden sei, so dass es zu weiteren Prozessen kam und sich noch bis weit ins 19. Jahrhundert hinein angebliche weitläufige Verwandte, vor allem vom Mittel- und Oberrhein, als Erbberechtigte meldeten. Zuletzt verklagte in den 30er Jahren des 20. Jahrhunderts der Stuckateur Wilhelm Würtz aus Mainz die Stadt Amsterdam erfolglos auf hundert Millionen Gulden.